# Philipp Rellstab

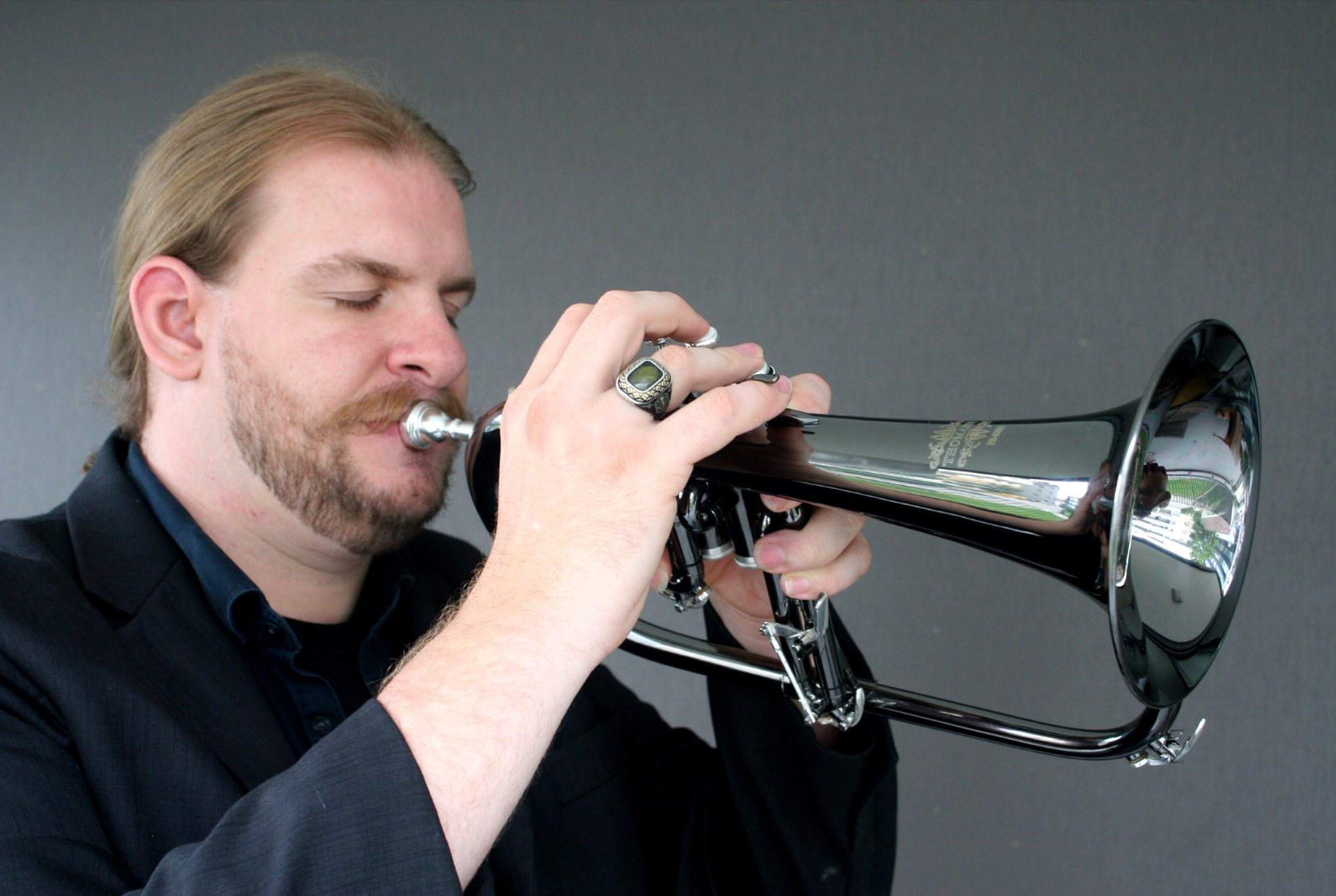
Philipp Rellstab

Philipp Rellstab (* 28. Januar 1984 in Zürich) ist ein schweizerisch-dänischer Jazzmusiker (u. a. Trompete, Flügelhorn, Tuba und Posaune), Bandleader, Komponist und Arrangeur.

## Musikalischer Werdegang
Der Sohn einer Dänin wuchs in der Nähe des schweizerischen Zürich auf. Schon früh kam er durch die Schallplatten seines Grossvaters mit einem breiten Spektrum an Jazz in Berührung.
Schon als Kind fiel Rellstab durch sein musikalisches Talent auf und spielte in verschiedenen Schulorchestern und Jugendbands. Zunächst bildete er sich auf der Posaune und anschließend auf der Tuba aus. Bereits zu dieser Zeit entdeckte er seine Liebe zur Trompete und lebte sie, vorerst autodidaktisch, aus. Die Ausbildung auf der Trompete erfolgte beim Schweizer Jazzmusiker und Dirigenten Erwin Füchslin. In diversen Instrumentalkursen, u. a. bei Simon Styles, Sam Pilafian und Roger Bobo verfeinerte Philipp Rellstab sein Tubaspiel und schaffte sich als Jazztubist einen Namen in der lokalen Szene. Nach der Ausbildung auf der Trompete und im Laufe der letzten Jahre löste die Trompete und das Flügelhorn die Tuba ab.
Zwischen 1995 und 2008 war Rellstab Mitglied in diversen Orchestern, u. a. der Grenadiermusik Zürich sowie der Wood and Metal Connection. Er komponierte Märsche, A-cappella-Programme wie auch unzählige Bearbeitungen bestehender Melodien für Blasorchester. Seit Mitte der 2000er Jahre wurde der Bereich Komposition und Arrangement im Bereich Jazz und Symphonischer Blasmusik immer wichtiger.
Ab 2010 wendete sich Rellstab nach dem Old Time Jazz und dem Swing vermehrt dem Smooth Jazz, welcher auch unter Easy Listening gelistet wird, zu und traf auf die zeitgenössische Strömung im Jazz. In diesem Zusammenhang konzentrierte er sich auch vermehrt auf das Flügelhorn und die Ventilposaune. Er tritt häufig als Gastmusiker und Solist in nationalen und internationalen Jazzorchestern auf und spielte mit Grössen wie Dusko Goykovich.

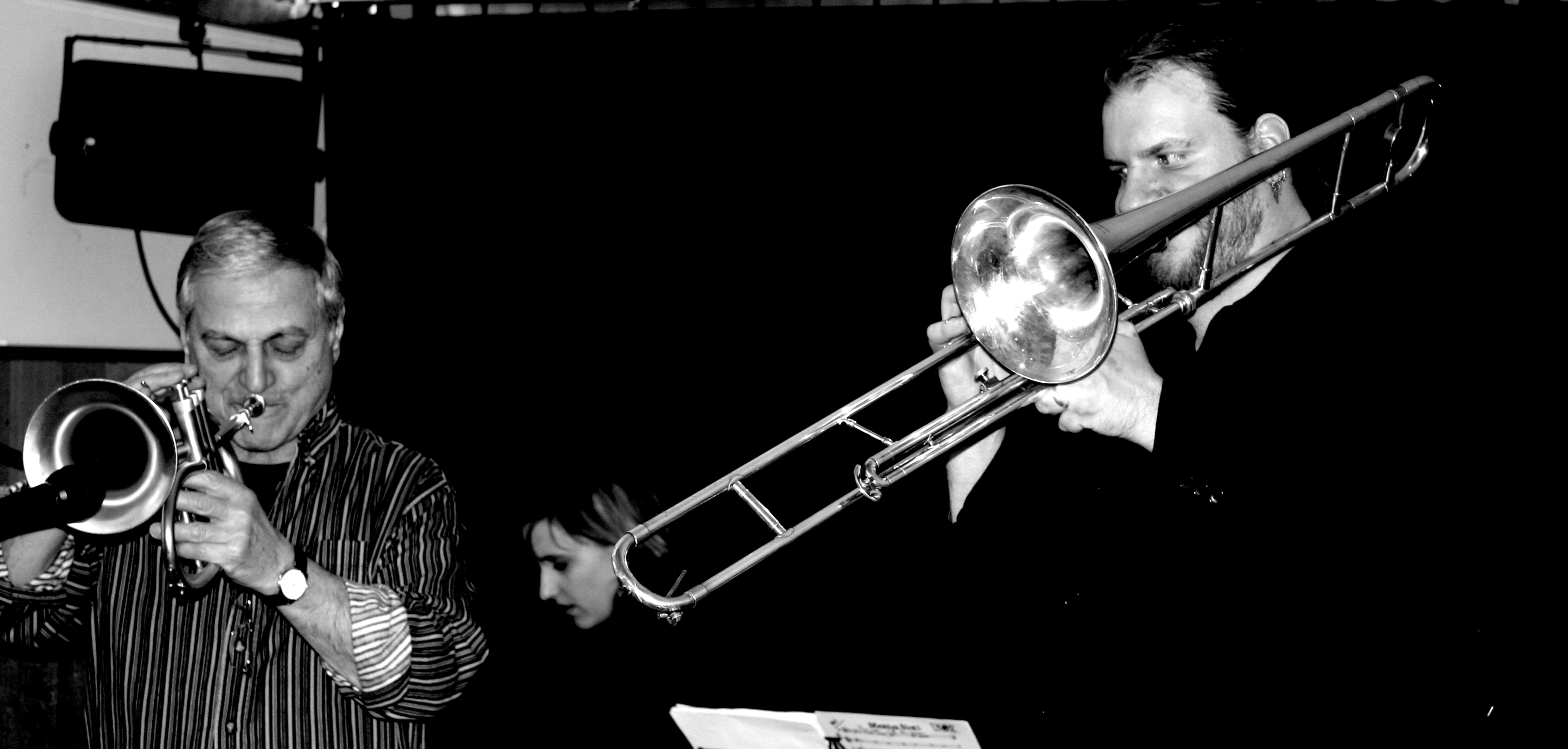
Dusko Goykovich und Philipp Rellstab am 2. April 2013 in Dietikon, Schweiz

Seit 2024 widmet sich Rellstab wieder verstärkt der Tuba und gründete in diesem Jahr die Formation Tuba Spirit. In diesem Ensemble tritt die Tuba häufig als Melodieinstrument in Erscheinung und übernimmt eine tragende Rolle innerhalb der musikalischen Gestaltung.

### Familie
Rellstab heiratete 2011 die Gestalterin/Fotografin Natasha Milojevic.

## Diskographische Hinweise

### Alben
- Wood and Metal Connection Wood and Metal (2001)
- Dixie Kids Dixie Kids 2010 (2010)
- New Riverside Reunion Jazzband We Are Back! (2010)
- Tangerine Mainstation (2013)
- Swingin’ Birds Live (2013)
- Philipp Rellstab Wintertale (2014)
- Philipp Rellstab Iguana Azul (2015)
- Ladwigs Dixieland Kapelle deepWind (2015)
- JazzCube Feel4Jazz (2017)
- Ladwigs Dixieland Kapelle deepGroove (2017)
- Ladwigs Dixieland Kapelle Retro Jazz (2019)
- Louisiana Hot Seven Snake Hips (2019)
- Philipp Rellstab & Marc Herrmann Chambre Vert (2021)
- Ladwigs Hot Jazz Orchestra All I Do Is Dream Of You (2021)
- Ladwigs Dixieland Kapelle Red (2022)
- Ladwigs Hot Jazz Orchestra Sizzling Up The 20s (2024)

### Singles
- Philipp Rellstab Memories Of Jumbo (2013)
- Philipp Rellstab Kein-Sechseläutenmarsch (2020)